# Marius Crans
Marius Crans (Zwolle, 1 oktober 1917 – Batavia, 23 november 1945) was een Nederlandse officier in het Koninklijk Nederlandsch-Indisch Leger tijdens de Tweede Wereldoorlog.

## Loopbaan
Marius Crans werd geboren op 1 oktober 1917 in Zwolle en was opgeleid tot indoloog. Hij was tweede luitenant bij de Netherlands Indies Civil Administration (NICA), een onderdeel van het Koninklijk Nederlandsch-Indisch Leger (KNIL). Crans overleed op 23 november 1945 in Batavia (Jakarta) in het toenmalige Nederlandsch-Indië. Hij werd begraven op het Nederlandse ereveld Menteng Pulo in Jakarta (vak II, nummer 321).

## Verzetskruis
Bij Koninklijk Besluit no. 17 van 7 mei 1946 werd Crans postuum het Verzetskruis 1940-1945 toegekend, "voor onder gevaarlijke omstandigheden betoonden moed, initiatief, volharding, offervaardigheid en toewijding in den strijd tegen den overweldiger van de Nederlandsche onafhankelijkheid en voor het behoud van de geestelijke vrijheid, daarbij in hem eerende een der uitingsvormen van het verzet, dat in zijn veelzijdige activiteit van 15 Mei 1940 tot 5 Mei 1945 in stijgende mate den vijand heeft geschaad en op onvergetelijke wijze tot de bevrijding van het Vaderland heeft bijgedragen".